# Registro Nacional de Lugares Históricos
El Registro Nacional de Lugares Históricos de los Estados Unidos (National Register of Historic Places, NRHP) es un registro oficial que elabora las listas de las propiedades —distritos, lugares, edificios, estructuras y objetos— que se consideran que merecen ser preservadas por sus valores históricos. El Registro Nacional fue establecido en la ley de Preservación Histórica Nacional de 1966 («National Historic Preservation Act», NHPA), que determinó también el proceso para incluir propiedades en él. El Registro ha estado administrado desde su creación, y casi exclusivamente, por el Servicio de Parques Nacionales («National Park Service», NPS), dependiente del Departamento del Interior. 
Su objetivo es ayudar a los propietarios y a asociaciones —como el National Trust for Historic Preservation— a coordinar, definir y proteger los sitios históricos de los Estados Unidos. Aunque la inscripción en las listas del Registro Nacional sea en sí misma sobre todo simbólica, ya que no garantiza ninguna protección de la propiedad, permite que los propietarios puedan acceder a subvenciones federales y también que les sea de aplicación frecuentemente ciertas leyes municipales favorables que dependen de tal estatus.

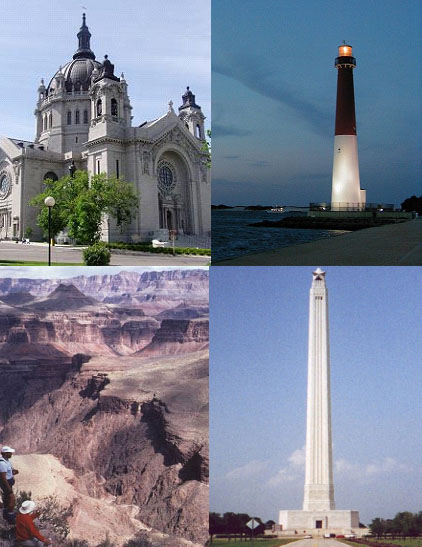
Tipos de propiedades incluidas en el Registro (un edificio, una estructura, un sitio y un objeto).

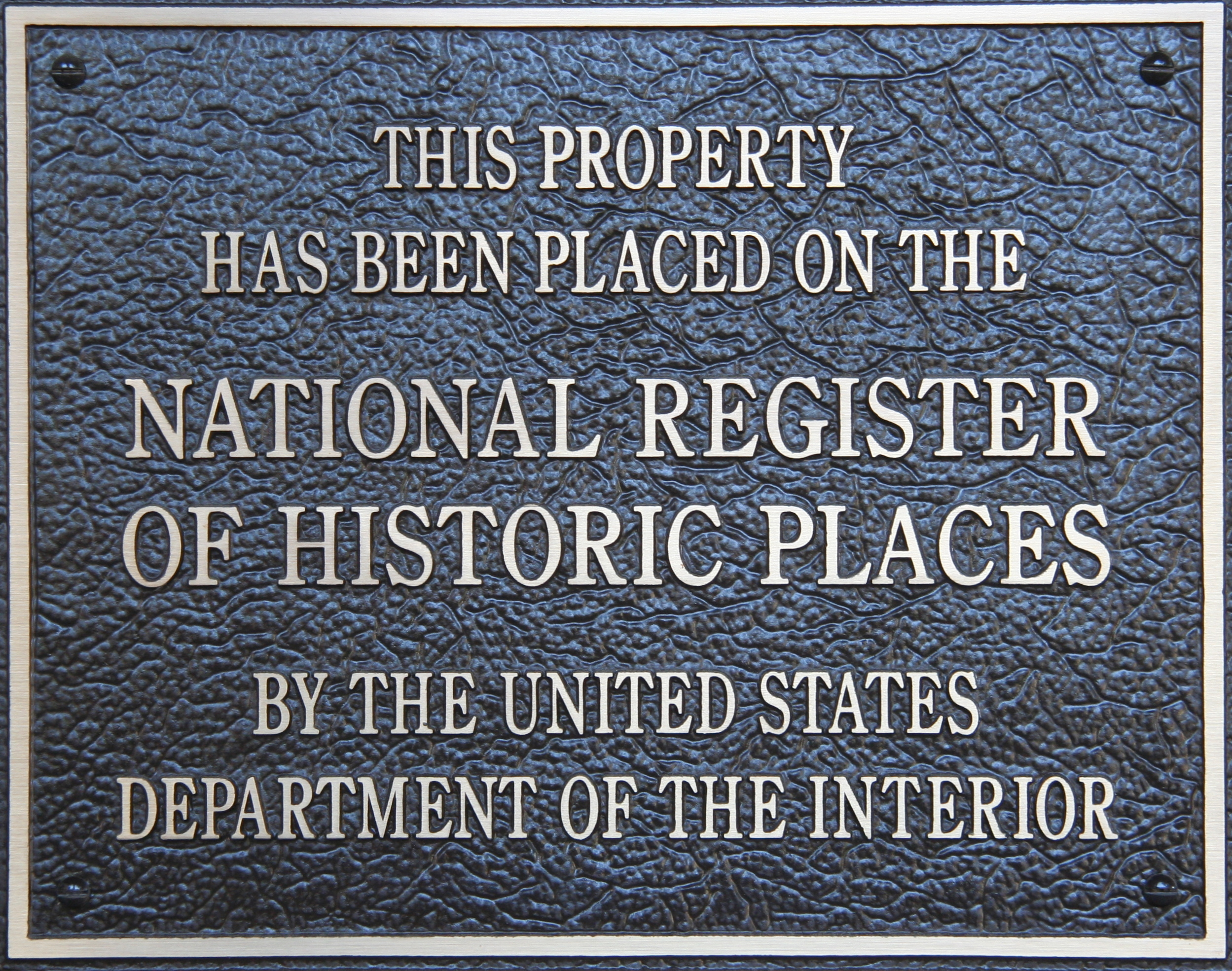
Esta propiedad
ha sido incluida en el
Registro Nacional
de Lugares Históricos
por el Departamento del Interior
de los Estados Unidos
Placa que se coloca en los objetos protegidos.

El Registro categoriza los listados generales en uno de cinco tipos de propiedades: construcciones, estructuras, lugares, objetos y distritos históricos (que consisten en propiedades contribuidoras y no-contribuidoras). En algunos casos se incluyen en el Registro ciertos lugares históricos localizados fuera del país, pero asociados con los Estados Unidos (como la Embajada de los Estados Unidos en Tánger). Los bienes del registro pueden ser nombrados en una variedad de formas, incluyendo propiedades individuales, distritos históricos y admisión de propiedades múltiple («multiple property submissions», MPS). Durante el proceso de nominación, la propiedad se evalúa atendiendo a los cuatro criterios fijados en la ley, cuya aplicación ha sido objeto de críticas por académicos de la historia y expertos en preservación, así como por el público, y los propios políticos.
Las propiedades que pasan a depender del Servicio de Parques Nacionales —como los hitos históricos nacionales («National Historic Landmarks», NHL), sitios históricos nacionales («National Historic Sites», NHS), parques históricos nacionales («National Historical Parks»), Parques Militares/campos de batalla nacionales («National Military Parks/Battlefields»), memoriales nacionales («National Memorials») y algunos de los monumentos nacionales («National Monuments»)— se añaden automáticamente en el Registro Nacional.
Del más de un millón de propiedades incluidas en el Registro Nacional, 80.000 están enumeradas individualmente. El resto son miembros contribuidores dentro de distritos históricos. Cada año se agregan al Registro Nacional aproximadamente 30.000 nuevas propiedades, tanto de forma individual como formando parte de distritos históricos.

## Historia del Registro

### Primeros años

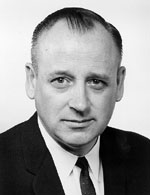
George B. Hartzog, Jr. Director de los Servicios de Parques Nacionales desde el 8 de enero de 1964 hasta el 31 de diciembre de 1972.

En abril de 1966, seis meses antes de que se creara el Registro Nacional de Lugares Históricos, los programas de investigación histórica del Servicio de Parques Nacionales fueron centralizados en la oficina de Robert M. Utley, historiador y presidente del Servicio Nacional de Parques en Washington D. C., como parte de un plan general denominado «MISSION 66». El 15 de octubre de 1966, la ley de Preservación Histórica Nacional creó el Registro Nacional de Lugares Históricos y la correspondiente Oficina Estatal de Preservación Histórica («State Historic Preservation Offices», SHPO ). Inicialmente, el Registro estaba integrado por los hitos históricos nacionales («National Historic Landmarks») designados antes de la creación del Registro y por todos los sitios históricos que pertenecían al Sistema de Parques Nacionales («National Park System»). La aprobación de esta ley, que fue enmendada en 1980, representó que por primera vez los Estados Unidos disponían de una política amplia para la preservación de los lugares históricos. Si bien el Registro Nacional no preveía una protección específica para las propiedades que se incluyesen en el mismo, si requería que las agencias federales evaluasen el impacto de sus actividades en los edificios y propiedades enlistadas y/o elegibles para su inclusión en el Registro. La ley de 1966 requería que esas agencias trabajaran en conjunción con el SHPO y una agencia federal independiente, el Consejo Asesor en la Preservación Histórica («Advisory Council on Historic Preservation», ACHP) para enfrentar los efectos adversos que las actuaciones federales pudieran ocasionar en la preservación histórica.
Otra agencia dependiente del Departamento del Interior, el Servicio de Parques Nacionales, tenía ya la experiencia de haber supervisado la Encuesta de Edificios Históricos de Estados Unidos («Historic American Buildings Survey», 1933) y la Encuesta de Sitios Históricos («Historic Sites Survey», autorizada en 1935). Debido a ello, y a que el Servicio de Parques ya gestionaba numerosas propiedades históricas consideradas como parque nacional, el Sistema Nacional de Parques era la opción más lógica para gestionar el nuevo programa de preservación histórica. Para incorporar el recién creado Registro Nacional de Lugares Históricos, el Servicio de Parques Nacionales, bajo la dirección de George B. Hartzog, Jr, creó una nueva división administrativa denominada Oficina de Arqueología y Conservación Histórica («Office of Archeology and Historic Preservation», OAHP). La división debía de supervisar los distintos programas de recursos culturales existentes, incluyendo la Encuesta de Sitios Históricos, la división de historia bajo la dirección de Utley y la Encuesta de Edificios Históricos, al igual que el nuevo Registro Nacional de Lugares Históricos y el Fondo de Preservación Histórica («Historic Preservation Fund»). Ernest Connally fue nombrado primer director de la oficina y él fue quien observó que la preservación histórica de Estados Unidos debería ser llevada a cabo «con el informe de asesoramiento y la asistencia de los profesionales y organizaciones académicas de las disciplinas más directamente relacionadas con el esfuerzo, como historia, arquitectura y arqueología». Dentro de la OAHP se crearon nuevas divisiones para ocuparse del nuevo Registro Nacional. El primer Guardián oficial del Registro fue William J. Murtagh, un historiador de la arquitectura.
En los primeros años del registro, finales de los años 1960 y 1970, la organización era muy laxa y la Oficina Estatal de Preservación Histórica era muy pequeña, tanto en personal como en fondos. De hecho, el presupuesto era muy ajustado pero el Fondo de Conservación Histórica proporcionaba los fondos para facilitar ayudas a los propietarios, en primer lugar en casas museo y edificios institucionales y luego también en las estructuras comerciales. Durante este primer periodo, la SHPO tenía poco tiempo para desarrollar una planificación seria, a pesar de buscarlo, ya que las exigencias de salvar las propiedades históricas y la creación de organizaciones desde cero hizo que se consumieran la mayor parte de los recursos de la oficina estatal. Como resultado, ni las Oficinas de Conservación Histórica Estatales («State Historic Preservation Offices») ni la OAHP pudieron realizar una verdadera planificación. En 1969 Connally le dijo a Charles Lee, un oficial de la Preservación Histórica de Carolina del Sur, «escribe un párrafo en uno de estos dos encabezados. Llámalo 'Plan Preliminar de Preservación Histórica de Carolina del Sur'. Si tiene algún sentido, lo aprobaré, y después lo puedes documentar en uno de tus proyectos». "write a paragraph of two on each of these headings. Call it 'The Preliminary South Carolina Historic Preservation Plan.' If it makes any sense at all, I'll approve, and you can file for your brick-and-mortar projects.</ref>

### Reorganización de 1973
En 1973, los programas de historia del NPS asociados tanto al Sistema de Parques Nacionales y al Registro Nacional fueron formalmente divididos en dos direcciones adjuntas: la Dirección Adjunta de Arqueología y Conservación Histórica («Assistant Directorate for Archeology and Historic Preservation», ADAHP) y la Dirección Adjunta para la Conservación de Parques Históricos («Assistant Directorate for Park Historic Preservation», ADPHP). 
La Dirección Adjunta de Arqueología y Conservación Histórica se debía de ocupar de los recursos culturales son externos al sistema de Parques Nacionales e incluía divisiones de Subvenciones («Grants»), Registro Nacional («National Register»), Encuestas Históricas y Arquitectónicas («Historical and Architectural Surveys») y las Divisiones Interagencias del Servicio de Parques («Interagency Services Divisions of the Park Service»). La Dirección Adjunta para la Conservación de Parques Históricos, por otra parte, se debía de ocupar principalmente de los recursos internos relacionados con el NPS e incluía las divisiones de Historia, Arqueología y Arquitectura Histórica.

### Programa de incentivos
Hasta 1976 los incentivos fiscales eran prácticamente inexistentes para los edificios incluidos en el Registro Nacional. Antes de 1976, el código de impuestos federales favorecía la nueva construcción sobre la reutilización de las estructuras existentes, a veces históricas. Después de 1976, el código tributario se modificó para ofrecer incentivos fiscales que promoviesen la preservación de los ingresos que producen los bienes históricos. La responsabilidad de garantizar que sólo las rehabilitaciones que conservasen el carácter histórico de los edificios se beneficiasen de los incentivos fiscales recayó en el Servicio de Parques Nacionales. Las propiedades y lugares que aparecen en el Registro, así como los que se consideran propiedades contribuidoras de un distrito histórico «aprobado por el Servicio de Parques», se convirtieron en elegibles para los beneficios de impuestos federales.
Los propietarios de propiedades que figuran en el Registro Nacional pueden ser bonificados con un crédito fiscal del 20% de la inversión de «rehabilitaciones certificadas de los ingresos que producen estructuras históricas certificadas» ("certified rehabilitation of income-producing certified historic structures."). La rehabilitación puede ser tanto comercial, industrial o residencial, o para el alquiler. El programa de incentivos fiscales es operado por el Programa de Incentivos Fiscales de Preservación Histórica Federal («Federal Historic Preservation Tax Incentives Program») que es administrado conjuntamente por el Servicio de Parques Nacionales, SHPO, y el Servicio de Impuestos Internos («Internal Revenue Service»). Además del 20% del crédito fiscal el programa de incentivos ofrece un 10% de crédito fiscal para la rehabilitación a propietarios de propiedades no-históricas y edificios no residenciales construidos antes de 1936.
El incentivo fiscal del 20% tiene cláusulas muy específicas que indican cuándo se puede aplicar. El crédito puede ser utilizado para «cualquier proyecto que el Secretario del Interior designe una rehabilitación certificada de una estructura histórica certificada» («certified rehabilitation of income-producing certified historic structures»).
El NHPA no hace ninguna distinción entre propiedades que figuran en el Registro y los designados como hitos históricos nacionales («National Historic Landmarks»), en lo relativo a la cualificación de los incentivos fiscales o subvenciones. Esto fue deliberado por parte de los autores de la ley de 1966, ya que la experiencia ha demostrado que las categorías de importancia provocan que las categorías más bajas se conviertan en prescindibles. En esencia, esto reduce el papel de los hitos en poco más que el "cuadro de honor" ("honor roll") del Registro Nacional de Lugares Históricos.

### Dependiente del Servicio de Recreación (1978-81)

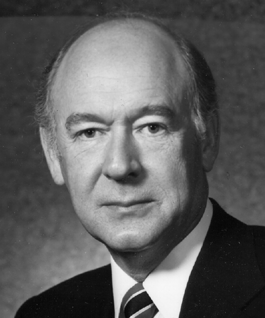
Cecil D. Andrus, Secretario del Interior (1977-81) sacó el Registro Nacional de la jurisdicción del Servicio de Parques Nacionales en 1978.

Desde 1978 hasta 1981, bajo la administración del presidente Jimmy Carter, la agencia encargada del NRHP fue el Servicio de Conservación del Patrimonio y Recreación («Heritage Conservation and Recreation Service», HCRS) dependiente del Departamento del Interior. El breve periodo de tiempo en que el Servicio de Parques Nacionales no tuvo el Registro bajo sus auspicios comenzó en el verano de 1978, cuando la separación entre las dos direcciones creadas en 1973 se hizo más pronunciada. El Secretario del Interior Cecil D. Andrus transfirió la autoridad sobre la Dirección Adjunta de Arqueología y Conservación Histórica, que incluía el Registro Nacional de Lugares Históricos, al nuevo Servicio de Conservación del Patrimonio y Recreación. 
El tiempo en que el Registro Nacional dependió del HCRS, todos los programas relacionados con la preservación histórica iniciados en el antiguo Servicio de Parques Nacionales, pasaron a depender de la Oficina de Recreación al Aire Libre («Bureau of Outdoor Recreation», BOR) y del Programa de Hitos Históricos Nacionales («National Historic Landmarks Program»). Fue una etapa tumultuosa. Carter confió para dirigir el advenedizo HCRS en el administrador Chris T. Delaporte, antiguo jefe de la Oficina de Recreación. Su enérgico estilo de gestión y la falta de experiencia en la preservación histórica le separaron de las entidades estatales y federales encargadas del tema y desataron protestas por parte de los Estados.
Cuando James G. Watt fue nombrado por Ronald Reagan para el puesto de Interior, una de sus primeras decisiones fue la supresión de la HCRS. Este movimiento transfirió las divisiones bajo su control de regreso al Servicio de Parques Nacionales, dirigido por Jerry L. Rogers.

### Segunda reorganización de 1983
En febrero de 1983, las dos dirección adjuntas creadas en 1973 se fusionaron para promover la eficiencia y tras reconocer que los programas de los recursos culturales asociados con ambas direcciones eran interdependientes. Rogers, descrito como un hábil administrador sensible a la necesidad de que el NPS trabajase con la SHPO, el mundo académico y los gobiernos locales, fue elegido para dirigir la nueva dirección adjunta fusionada. Cuando el NPS fue reorganizado a mediados de los años 1960 se habían eliminado los puestos de historiadores regionales que se habían fusionado en la oficina de Utley en Washington. La reorganización de 1983 supuso la vuelta a la organización previa a la MISSION 66.

### Trabajo con las oficinas estatales
La ley de Preservación Histórica Nacional de 1966 estableció que el plan de preservación histórica de los Estados Unidos no se basaba en un modelo federal sino en un sistema altamente descentralizado que permitiese a los Estados llevar a cabo actividades que permitiesen al gobierno federal cumplir los estándares de la ley. A pesar de que inicialmente no se detallaba en la ley la dependencia de las Oficinas Estatales de Preservación Histórica, finalmente se convirtieron en importantes como parte del proceso de la inclusión de bienes en el Registro Nacional. Las enmiendas a la ley de 1980 también establecieron las responsabilidades de las Oficinas Estatales relativas al Registro Federal.
En 1987, había 57 Oficinas Estatales de Preservación Histórica separadas en 57 jurisdicciones, los cincuenta estados y varios de los territorios de los Estados Unidos. Las Oficinas Estatales ayudan en la gestión del Registro Nacional y en los programas de incentivos, asumiendo los estados gran parte de la responsabilidad de supervisar la rehabilitación de las construcciones de los lugares históricos inscritos en el Registro. El resultado es que el NPS establece las normas y las prioridades, administra el programa de becas, y mantiene el control de calidad, mientras que las Oficinas Estatales realizan el trabajo como agentes del gobierno federal.

### Crecimiento
El Registro Nacional de Lugares Históricos ha crecido considerablemente desde sus inicios tras la legislación de 1966. En 1986, ciudadanos y grupos designaron 3.623 propiedades independientes, sitios y distritos para su inclusión en la NRHP, de un total de 75.000 propiedades independientes. En 1998, incluyendo los distritos históricos y edificios listados individualmente, había más de 1.000.000 de edificios, sitios y estructuras que aparecen en el Registro. Cada año se agregan unos 30.000 elementos más. En 2007 había más de 80.000 listados en el Registro Nacional de Lugares Históricos.

## Tipos de propiedades

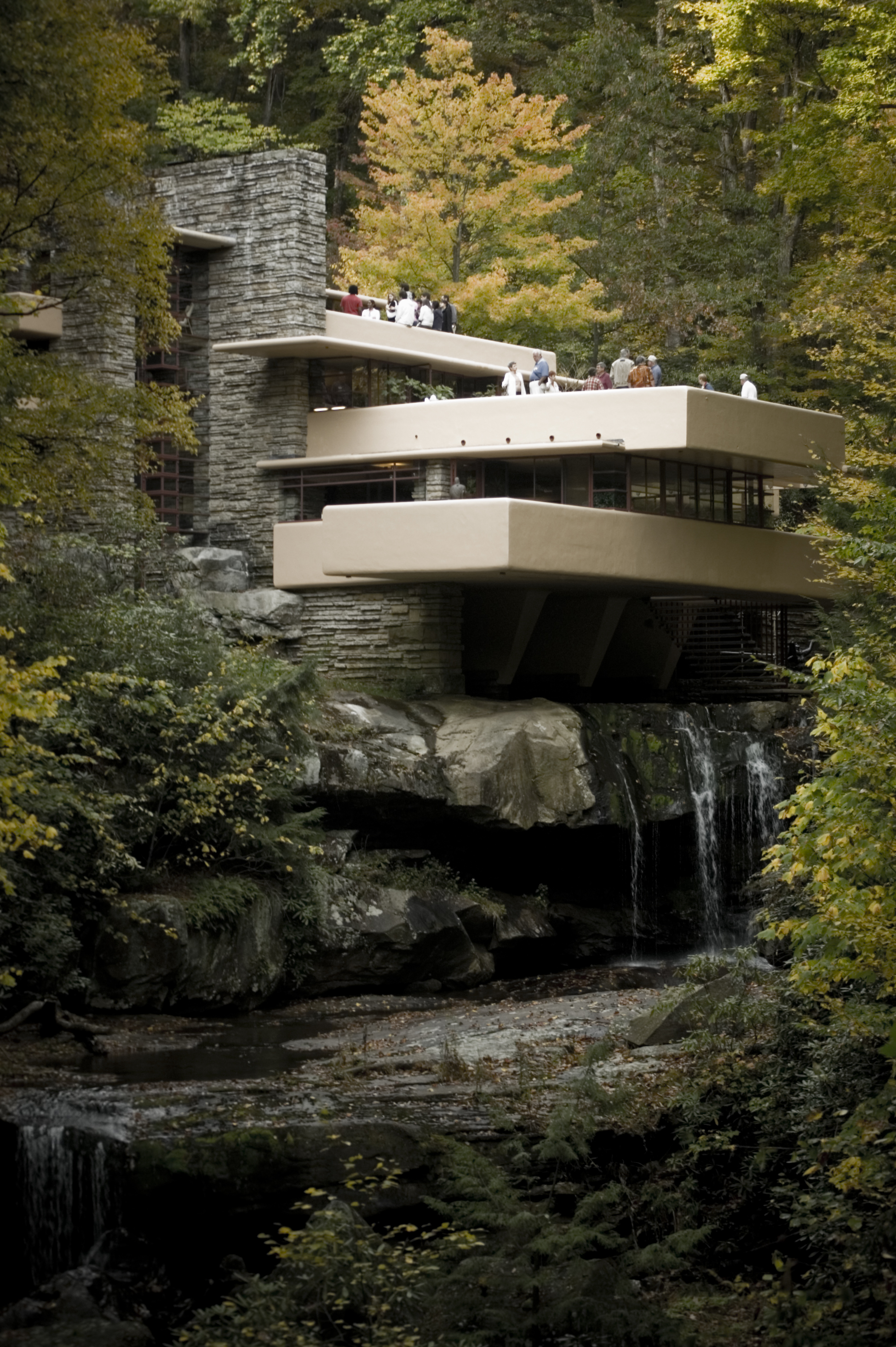
La famosa Casa de la Cascada de Frank Lloyd Wright es un ejemplo de un edificio.

El Registro Nacional de Lugares Históricos clasifica sus listas en las siguientes cinco categorías de tipos de propiedades:
- Edificios («Buildings»), definidos como cualquier tipo de construcción destinada a albergar actividades humanas, y que incluyen casas, graneros, hoteles, iglesias o construcciones similares como un juzgado o una cárcel.[14]
- Estructuras («Structures») que son construcciones destinadas a fines distintos a albergar actividades humanas, como aviones, elevadores de grano, gazebos o puentes.
- Objetos («Object»), por lo general de carácter artístico, o de pequeña escala en comparación con las estructuras y edificios. Aunque los objetos pueden ser móviles generalmente están asociados con un lugar específico o medio ambiente y pueden ser monumentos, esculturas y fuentes.
- Sitios («Sites»), que son el lugar de acontecimientos significativos que pueden ser históricos o prehistóricos en la naturaleza y representan actividades, y edificios (de pie, en ruinas o desaparecidos). Con los sitios es la misma ubicación que es de interés histórico y cultural que posee valores arqueológico, independientemente del valor de todas las estructuras que puedan existir actualmente en la ubicación. Algunos ejemplos de sitios incluyen, naufragios, campos de batalla, campamentos, características naturales y cuevas.
- Distritos históricos («Historic districts»), que poseen una concentración, vinculación o continuidad de las anteriores cuatro tipos de propiedades. Los objetos, las estructuras, edificios y lugares dentro de un distrito histórico están unidos histórica o estéticamente, ya sea por elección o por la naturaleza de su desarrollo. Consisten en propiedades contribuidoras y no contribuidoras.

Todas las propiedades generalmente entran en una sola de las cinco categorías anteriores, aunque hay consideraciones especiales para ciertas propiedades que no encajan en esas cinco grandes categorías o encajan en subcategorías más especializadas. El Registro Nacional publica una serie de boletines destinados a ayudar a evaluar y aplicar los criterios de evaluación de los diferentes tipos de propiedades. y aunque los criterios son siempre los mismos, la forma que se aplican pueden variar ligeramente, dependiendo del tipo de bienes involucrados. Esos boletines permiten la aplicación de los criterios a propiedades especiales, como las destinadas a la asistencia a la navegación, campos de batalla históricos, sitios arqueológicos, propiedades de aviación, cementerios y lugares de enterramiento, paisajes históricos diseñados, yacimientos mineros, oficinas de correos, propiedades asociadas con personajes importantes, propiedades que lograron obtener importancia en los últimos 50 años, un paisaje rural histórico, propiedades culturales tradicionales, barcos y naufragios.
Cuando múltiples propiedades se someten como un grupo y que se enlistan juntos, se conocen como admisión de propiedad múltiple («Multiple Property Submission»).

### Edificios

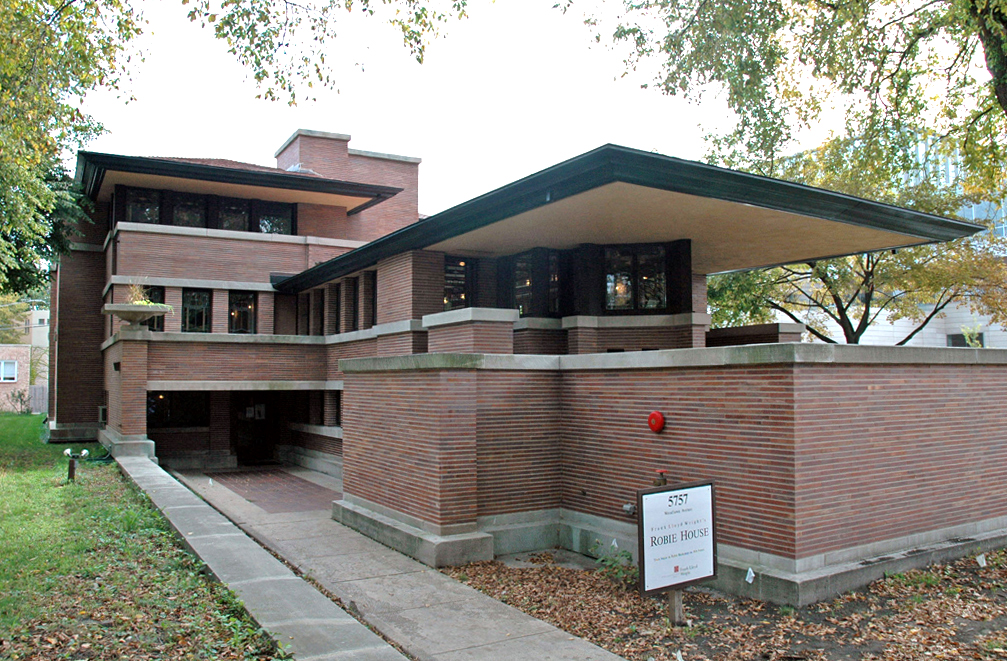
Casa Robie por Frank Lloyd Wright ejemplo de edificio en categoría C.

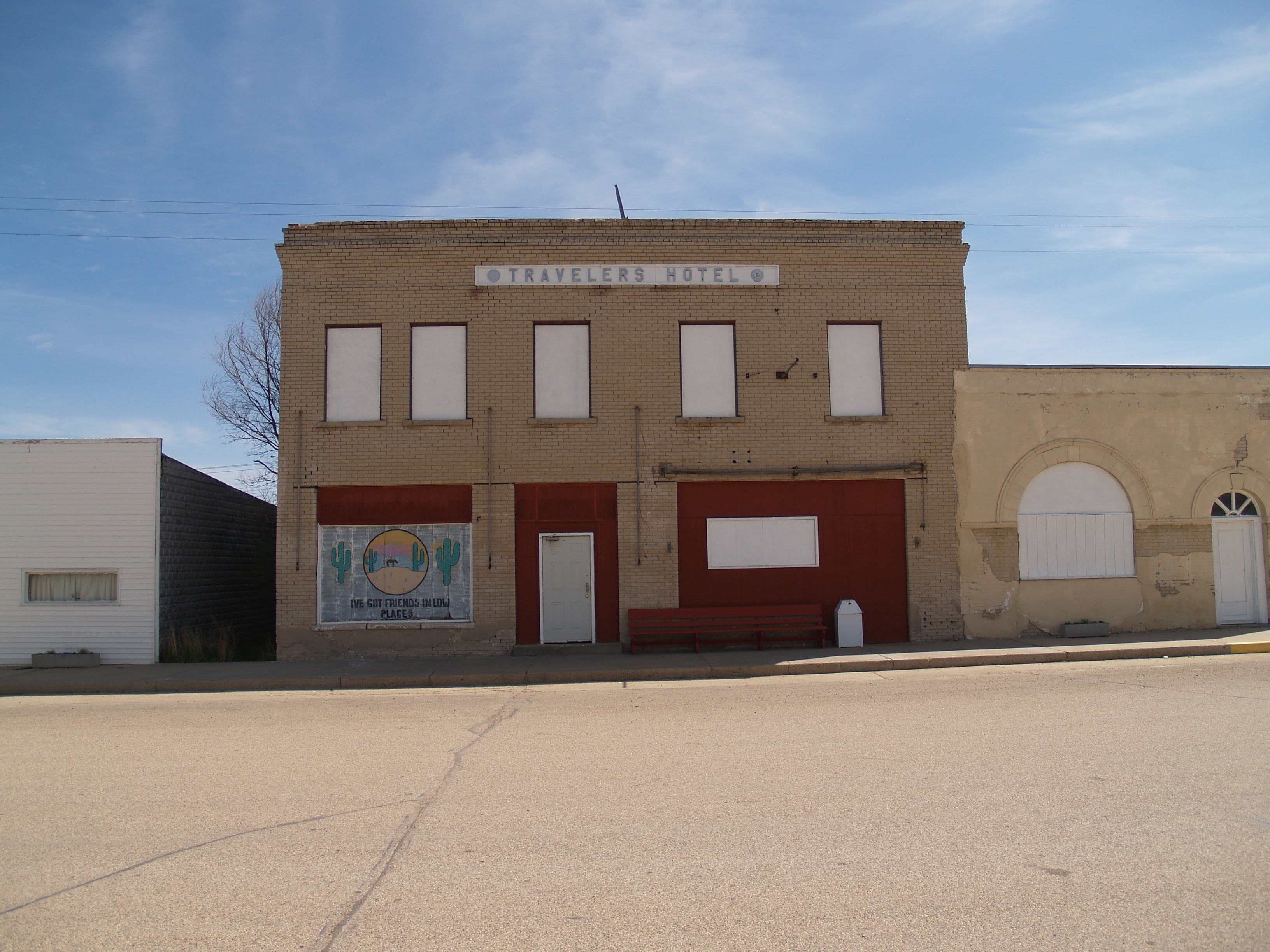
El Travelers Hotel en Noonan, Dakota del Norte.

Los edificios, tal como se definen en el Registro Nacional, se distinguen en el sentido tradicional. Los ejemplos incluyen a casas, graneros, hoteles, iglesias o construcciones similares. Ellos son creados principalmente para albergar "actividades humanas". El término edificios, como en una edificación anexa, puede ser usado para referirse a unidades históricamente y funcionalmente relacionadas, como un palacio de justicia y una cárcel o un granero y una casa.
Los edificios incluidos en el Registro Nacional de Lugares Históricos deben tener todos sus elementos estructurales básicos como partes de edificios, como, bastidores, interiores o fachadas no son elegibles para el Registro Nacional. Como tal, todo el edificio es considerado durante la presentación de candidaturas y sus importantes funciones deben ser identificados. Si un edificio designado ha perdido alguno de sus elementos estructurales básicos se considera como una ruina y se categoriza como un sitio.

### Distritos históricos

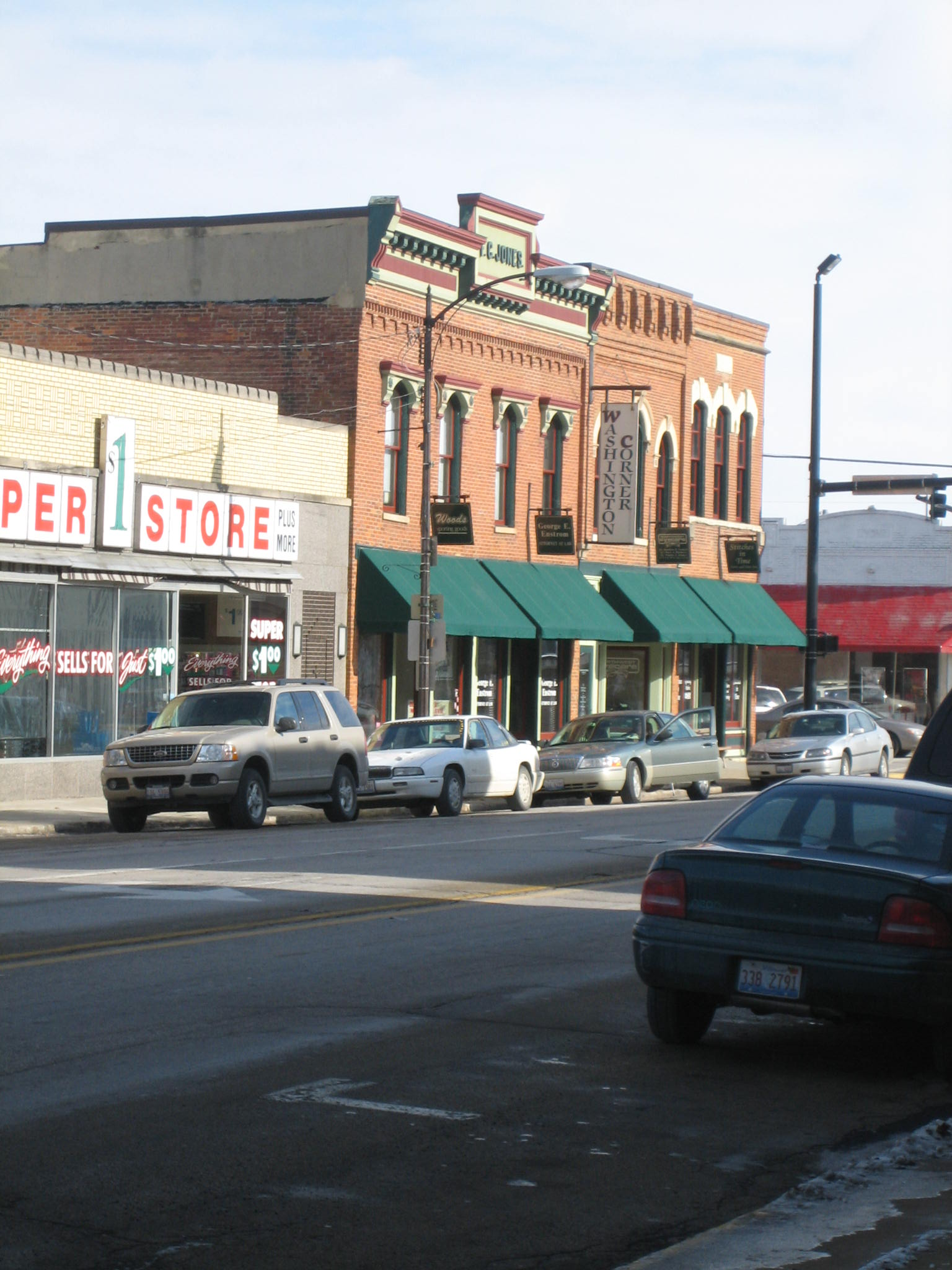
Los distritos histórico a menudo abarcan numerosos edificios, como estos en el Distrito Histórico Comercial de Oregón, en Illinois.

El Registro define un distrito histórico como «un área geográficamente definible, urbana o rural, que posee una significativa concentración, vinculación o continuidad de sitios, edificios, estructuras u objetos unidos por acontecimientos pasados o, estéticamente, por un plan de desarrollo físico. Un distrito puede tener también elementos individuales separados geográficamente pero unidos por asociación o historia».
Una propiedad contribuidora es cualquier edificio, estructura, objeto sitio dentro de los límites del distrito en la cual contribuye a su asociación histórica, arquitectura histórica arqueológica de un distrito histórico. Otro aspecto fundamental de la propiedad está contribuyendo la integridad histórica. Una alteración importante para una propiedad puede dañar sus conexiones físicas con el pasado, la reducción de su integridad histórica.
Por regla general, las propiedades contribuidoras son las que ayudaran a formar un distrito histórico. Una mansión del siglo XIX estilo Reina Ana, como la Casa David Syme, es una propiedad que contribuye al mismo tiempo una moderna estación de gasolina dentro de los límites del distrito histórico no es una propiedad contribuidora.

### Objetos

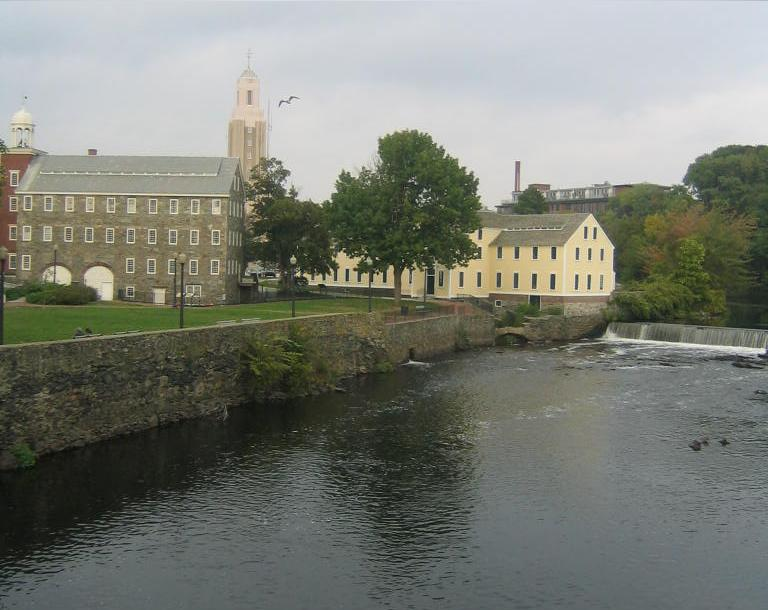
Un molino histórico en Rhode Island, NRHP de referencia número 66000001, fue el 13 de noviembre de 1966, el primer objeto inscrito en el Registro.

Los objetos son por lo general de carácter artístico, o de pequeña escala en comparación con las estructuras y edificios. Aunque los objetos pueden ser bienes movibles que están generalmente asociados con un lugar específico o medio ambiente. Ejemplos de objetos incluyen, a los monumentos, esculturas y fuentes.
Los objetos considerados para su inclusión en el NRHP, en forma individual o como parte de los distritos, deben designarse para una ubicación específica, es decir, objetos transportables, como una escultura, muebles y otros artes decorativas que carecen de un lugar determinado puede que no se incluyan. Escultura al aire libre, son un ejemplo de arte público, sería un buen objeto de inscripción en el Registro. La fijación de un objeto es importante en relación con el Registro. El objeto debe ser adecuado para su uso histórico importante, roles, o caracterizaciones. Además, los objetos que han sido trasladadas a un museo no son considerados para su inclusión en el Registro.

### Sitios

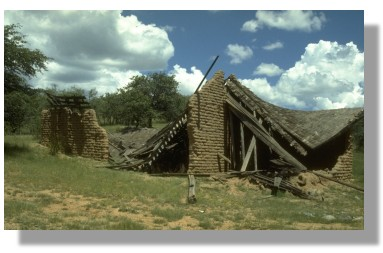
Las ruinas de un granero en el Distrito Histórico de Kentucky Camp, Arizona, califica como un sitio.

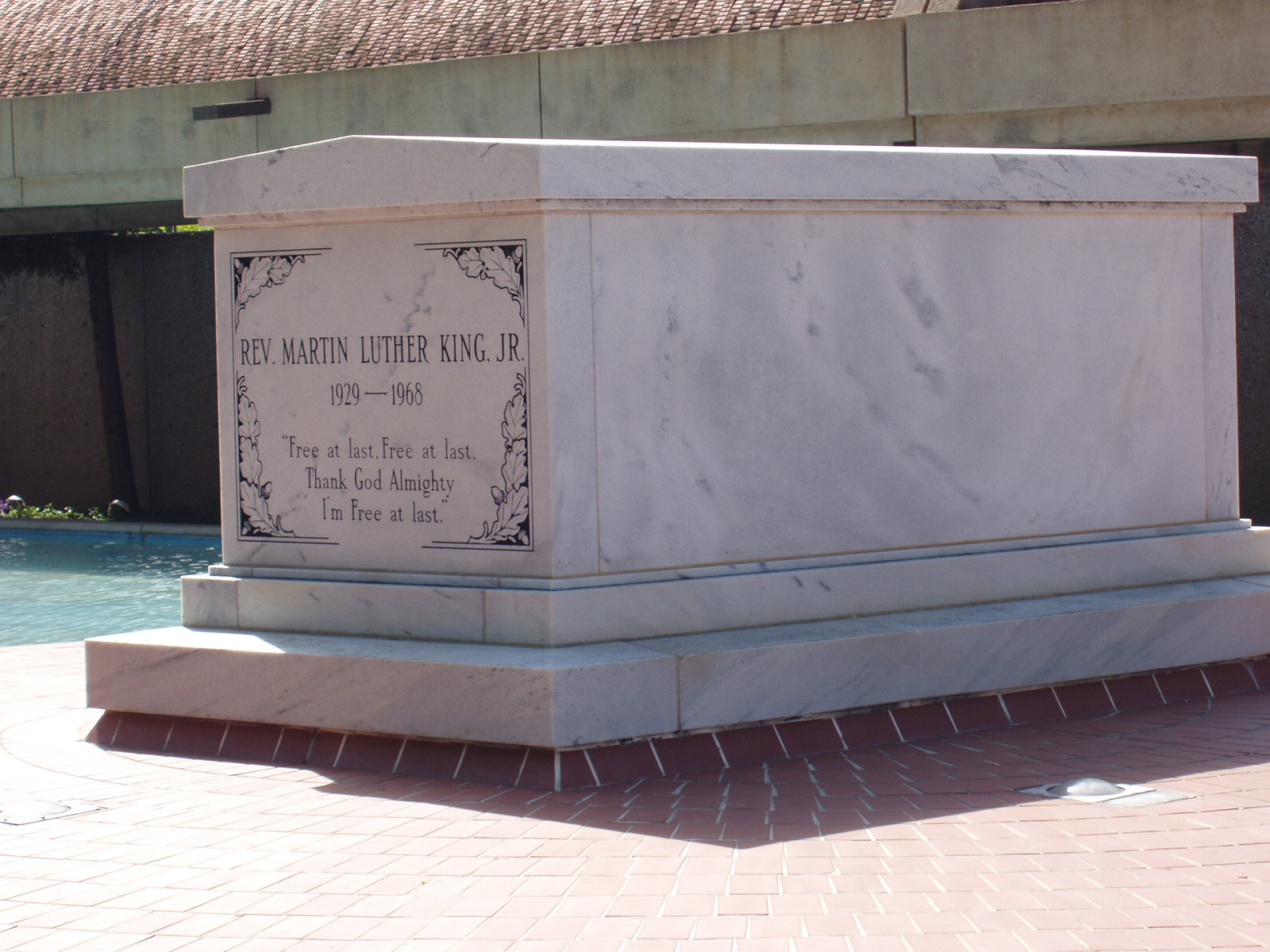
Martin Luther King Jr's Grab en Atlanta, Georgia como parte de un National Historic Site está automáticamente inscrito en el "National Register".

Los sitios son el lugar de los acontecimientos significativos que pueden ser históricos o prehistóricos en la naturaleza y representan actividades, los edificios (de pie, en ruinas o desaparecido). Con los sitios es la misma ubicación que es de interés histórico y cultural que posee valores arqueológico, independientemente del valor de todas las estructuras que puedan existir actualmente en la ubicación. Algunos ejemplos de sitios incluyen, naufragios, campos de batalla, campamentos, características naturales y cuevas.
Los sitios con frecuencia poseen importancia por su potencial para producir información en el futuro, aunque son añadidos al Registro en virtud de los cuatro criterios de inclusión. Los sitios no tienen que tener restos físicos si se encuentra en una ubicación prehistórica o de acontecimientos históricos, o si no había edificios o estructuras presentes en el momento de los hechos marcados en el sitio. La determinación del sitio puede tener una evaluación cuidadosa cuando la ubicación prehistórica o de acontecimientos históricos no puede ser determinada. 
Los sitios están representados por diferentes locales. Un sitio puede ser un hito natural fuertemente asociado con un peso significativo en la prehistoria o acontecimientos históricos. Aunque, en general, el Registro excluye los cuerpos de agua, incluso si dichos lugares formaron parte de un papel muy importante durante el desarrollo histórico de la zona. La documentación más apropiada sobre la importancia de los cursos de agua natural es a través de la presentación de candidaturas y la inclusión al registro de propiedades asociadas con los cursos de agua.

### Estructuras

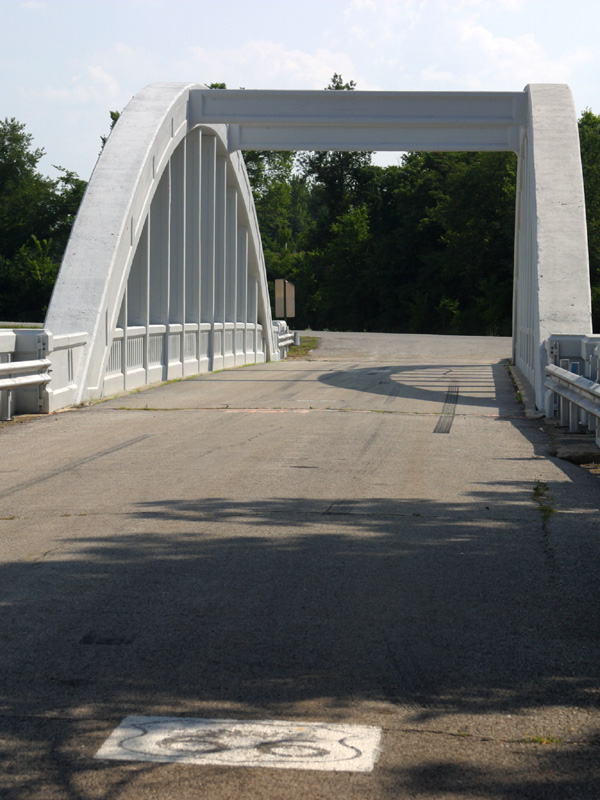
Puente Brush Creek en Kansas es un ejemplo de una estructura.

Las estructuras difieren de los edificios, en la medida en que son funcionales y construcciones destinadas a ser utilizada para fines distintos que albergan la actividad humana. Los ejemplos incluyen, a aviones, elevadores de grano, gazebos y puentes. 
Para las estructuras designadas se aplican los criterios de la misma manera que lo son para los edificios. La base estructural de todos los elementos deben estar intactos, ninguna parte individual de la estructura son elegibles para la inclusión por separado en el NRHP. Un ejemplo sería un armazón de un puente que sería examinado para su inclusión. Se dice que un puente de armazón está compuesto de metal o de estructura de madera, pilares y soportadores de atracaderos; para que una propiedad sea incluida en el Registro debe de tener todos sus elementos. Las estructuras que han perdido su configuración histórica o patrones de organización a través de demoliciones o deterioro, al igual que los edificios, se consideran ruinas y son clasificados como sitios.

#### Sitios arqueológicos
Las propiedades arqueológicas están sujetas a los mismos cuatro criterios como otras propiedades para la inclusión en el NRHP. Los sitios arqueológicos también debe cumplir al menos uno de los criterios. Muchas de las propiedades listadas en la cual se han adherido al Registro bajo el primer, segundo y cuarto criterio tienen sus yacimientos arqueológicos intactos. A menudo, estos depósitos son indocumentados, por ejemplo, un caserío del siglo XIX es probable que se mantenga intactos los depósitos arqueológicos indocumentados.

#### Sitios marítimos

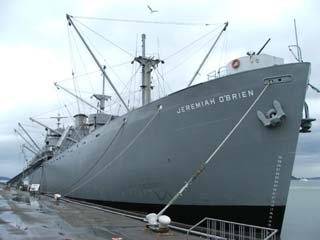
The SS Jeremiah O'Brien es un ejemplo de una propiedad marítima en San Francisco.

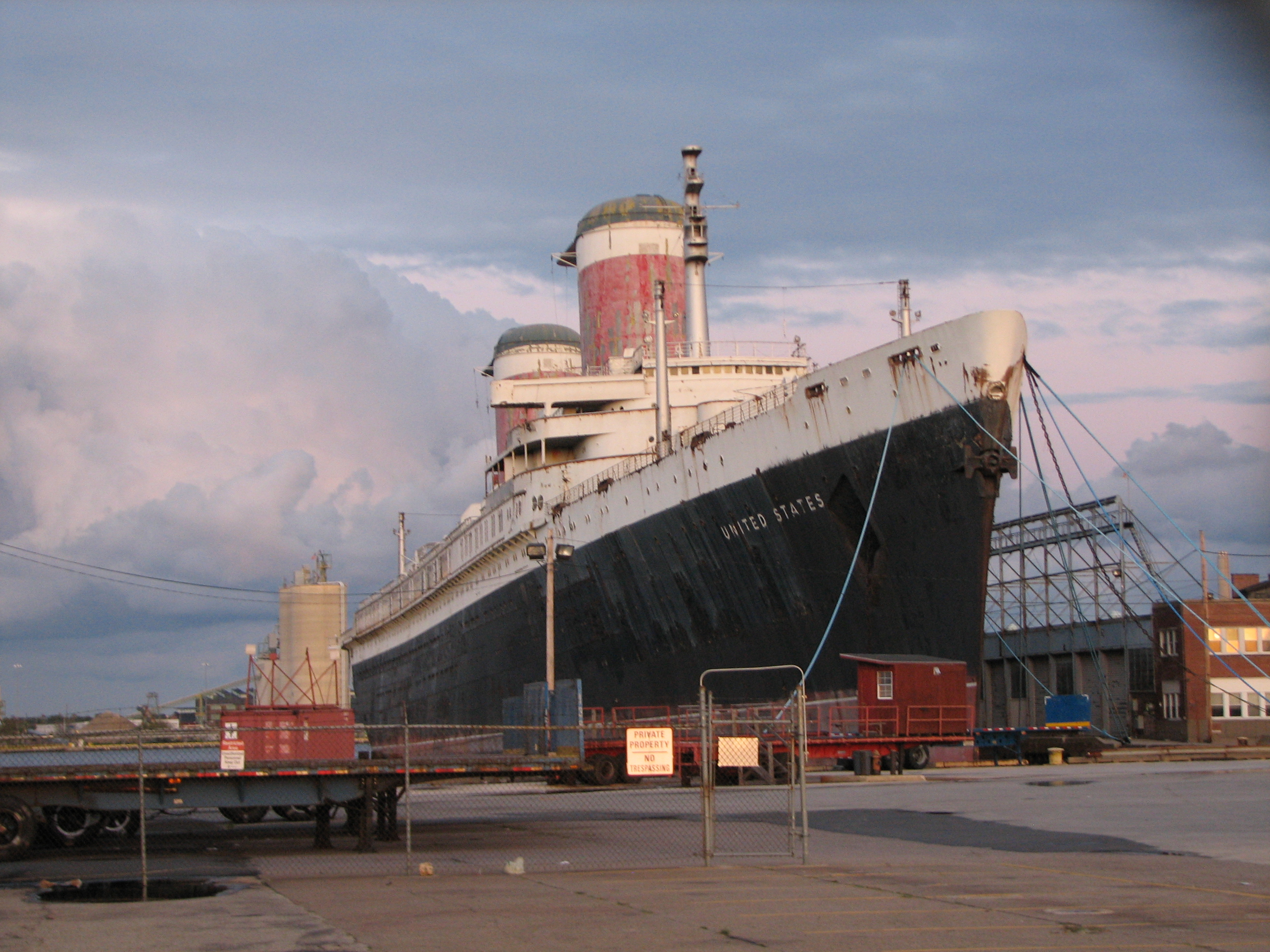
El SS United States, uno de los transatlánticos más notables de mediados del, fue incluido en el Registro Nacional de Lugares Históricos en 1999. Actualmente permanece anclado en el puerto de Filadelfia.

En el décimo año del Registro Nacional, en 1976, hubo 46 naufragios y barcos que figuraban en el NRHP. En 1985 el Congreso promulgó que el Servicio de Parques Nacionales realizaría un estudio de sitios históricos marítimos, incluidos los militares, conjuntamente con el Fondo Fiduciario Nacional para la Preservación Histórica y la preservación de la comunidad marítima. El programa fue conocido como la Iniciativa Marítima Nacional. El objetivo del programa era establecer prioridades para la preservación de los recursos marítimos y recomendar papeles para el gobierno federal y el sector privado para hacer frente a esas prioridades. El programa categorizó los recursos marítimos conocidos de los Estados Unidos en una de las ocho categorías. Entre ellas figuraban: conservas de buques históricos, naufragios y barcos viejos (aquellos buques que no estaban a flote, pero que no estaban totalmente sumergidos), documentación (registros, diarios, cartas, fotos, etc), ayudas a la navegación (incluyendo las estaciones de guardacostas y estaciones salvavidas), los espacios marinos y estructuras (muelles, almacenes, paseos marítimos, dársenas, canales, etc), artesanías (menos de 40 pies de largo, desplazamientos con menos de 20 toneladas), colecciones de artefactos (arte, herramientas, madera, partes de buques, etc), recursos culturales abstractos (construcción naval y habilidades de aparejo, tradiciones orales, folclore, etc.).

#### Propiedades de tradición cultural
En las enmiendas de 1992 a la NHPA permitió que se formara una nueva designación de un nuevo tipo de propiedad, sobre las propiedades culturales tradicionales (TCP). Las enmiendas establecieron que las propiedades relacionadas con importancia tradicional religiosa y cultural para alguien de una tribu nativa americana o para un grupo nativo de Hawái serían elegibles para el Registro Nacional. Los TCP incluye a los lugares sagrados, zonas naturales y ocasionalmente sitios arqueológicos asociados con los grupos arqueológicos ancestrales relacionados con los grupos nativos americanos.